# ホップシャス
ホップシャス（英: hoptious）は、鳥取県米子市を拠点とする、子育て支援イベントの企画・運営を行う任意団体である。2023年に開始された子育て応援イベント「遊ぼうday」の主催団体として知られている。

## 概要
2021年、鳥取県米子市にかつて存在したショッピングセンター「ホープタウン」の販促スタッフが中心となり、ホープタウンの理念を受け継ぐ形で設立された。「ホープ（希望）」と「アンビシャス（野望）」を組み合わせた造語「ホップシャス」を団体名とし、地域に根ざした子育て支援やイベント運営を行っている。
活動の中心は、地域の子どもや子育て世帯を対象とした体験型イベントやきっず縁日などであり、地域貢献や子育て環境の向上を目的としている。

## 沿革
- 2021年10月5日 - 「ホップシャス」設立
- 2022年1月31日 - 「ホープタウン」閉店
- 2022年8月28日 - 「きっず縁日」開始
- 2023年7月7日 - 「鳥取県西部地区オレンジリボンたすきリレー」実行委員に就任
- 2023年8月31日 - 「とっとり子育てプレミアムパートナー」に登録[1]。
- 2023年10月29日 - 子育て応援イベント「遊ぼうday」初開催
- 2024年3月15日 - 個人事業として開業
- 2024年5月16日 - 「鳥取県西部地区オレンジリボンたすきリレー」事務局就任
- 2024年8月5日 - 株式会社きゃんばす 設立（※社会福祉法人ぱれっとと共同で設立。イベント部門として参画）中田 和也 代表取締役就任。
- 2024年8月1日 - 鳥取県虐待防止全力宣言企業　認定
- 2024年12月8日 - ホップシャス版「きっずおしごとタウン」初開催
- 2025年6月15日 - 「遊ぼうday」＆「きっずおしごとタウン」初の同時開催

## 主な活動
- 子育て支援イベントの開催（遊ぼうday・きっず縁日）
- 地域との連携による社会貢献活動（きっずおしごとタウン・オレンジリボン）

## 遊ぼうday
遊ぼうdayは、「大人も子どもも楽しく遊べる1日」をコンセプトに、2023年10月、鳥取県米子市の福米西公民館祭2日目の特別企画として初開催された。
当日は、キッチンカー、縁日、親子向けのワークショップなどが並び、地域住民や親子連れを中心に賑わいを見せた。その後も地元企業や文化施設との連携により、以下のように活動が広がっている。
イベントの合言葉は「いっしょにあそぼーでー」。 米子弁で遊びに誘う時の時の言葉「遊ぼうでー」という意味もかかっている。
【主な開催実績】
- 2023年10月29日：福米西公民館祭2日目企画として初開催（来場者は約300名）
- 2024年5月：米子市美術館で開催された「佐藤健寿展」の関連イベントとして、キッチンカーによる遊ぼうdayランチタイムを実施。
- 2024年5月5日：米子市美術館前広場にて第2回「遊ぼうday The PLAY」を開催。（来場者は約500名）[2]。
- 2024年9月15日：米子市文化ホール多目的広場で第3回「遊ぼうday The PLAY」を開催。（来場者は約1,000名）[3]。
- 2024年10月27日：2年連続で、福米西公民館祭として、第4回「遊ぼうday The PLAY」を開催。（来場者は約500名）
- 2025年2月16日：夢みなとタワーにて、第5回「遊ぼうday The PLAY」を開催。（来場者は約2,000名）
- 2025年4月29日：夢みなとタワーにて、第6回「遊ぼうday The PLAY」を開催。昭和100年の昭和の日。昭和60年の出店者を集める。（来場者は約500名）
- 2025年5月5日・6日：伯耆古代の丘公園にて、初の２days 第7回「遊ぼうday The PLAY」を開催。開園以来の来場者数を達成。（来場者は累計約2,000名）
- 2025年6月15日：夢みなとタワーにて、第8回「遊ぼうday The PLAY」を開催。きっずおしごとタウンと初の同時開催。（来場者は約1,800名）[4]。

## きっずおしごとタウン
きっずおしごとタウンは、かつてホープタウンにて開催されていたお仕事体験イベント。2020年5月新型コロナウィルスによる緊急事態宣言時に中止となって以降終焉を迎えたが、ホップシャスが2024年12月に復活させた。
お仕事体験だけでなく、銀行ブースで給料をもらう。そして納税体験もする。そんなリアルな体験ができます。
- 2024年12月8日：ホップシャスとして第１回きっずおしごとタウン開催。約30名のお子様が参加
- 2025年2月2日：税金分の活用として「米子市立図書館に絵本を寄贈」[5]。
- 2025年4月6日：第2回きっずおしごとタウン開催。35名のお子様が参加
- 2025年6月15日：第3回きっずおしごとタウン開催。(夢みなとタワー)105名のお子様が参加。ホープタウン版も含めて最大規模の開催。[6]。